# Вознесенськ
Вознесе́нськ (МФА: [wɔzneˈsɛnʲsʲk] ( прослухати)) — місто в Україні, у Миколаївській області, адміністративний центр Вознесенського району та Вознесенської міської громади (місто обласного значення до 17.07.2020). Населення становить 40 тис. осіб. 2024 рік Стара назва — Соколи́ з XIV ст і майже до кінця XVIII ст. (1795).

## Географія
Розташоване місто в південній частині України в центрі Миколаївської області. Відстань до обласного центру становить 89 км і проходить автошляхом Н24. Клімат у регіоні — континентальний.
Містом протікає річка Південний Буг з притокою — річкою Мертвовод, котрі є важливими транспортними артеріями, а також джерелами питної води. Під містом знаходяться унікальні великі прісні озера питної води, з яких за допомогою 30 свердловин здійснюється водопостачання, також розроблені дві свердловини, з яких здійснюється видобуток мінеральної води. Поблизу міста, на території Вознесенського району, є такі мінерально-сировинні ресурси, як пісок будівельний, камінь будівельний, камінь декоративний, вапно, цегляно-черепична сировина, граніт та глина.

### Клімат
Місто знаходиться у зоні, котра характеризується вологим континентальним кліматом з теплим літом. Найтепліший місяць — липень із середньою температурою 21.7 °C (71 °F). Найхолодніший місяць — січень, із середньою температурою -2.8 °С (27 °F).
| Клімат Вознесенська     | Клімат Вознесенська | Клімат Вознесенська | Клімат Вознесенська | Клімат Вознесенська | Клімат Вознесенська | Клімат Вознесенська | Клімат Вознесенська | Клімат Вознесенська | Клімат Вознесенська | Клімат Вознесенська | Клімат Вознесенська | Клімат Вознесенська | Клімат Вознесенська |
| Показник                | Січ.                | Лют.                | Бер.                | Квіт.               | Трав.               | Черв.               | Лип.                | Серп.               | Вер.                | Жовт.               | Лист.               | Груд.               | Рік                 |
| Абсолютний максимум, °C | 12                  | 20                  | 22                  | 27                  | 32                  | 37                  | 36                  | 35                  | 32                  | 27                  | 18                  | 15                  | 37                  |
| Середній максимум, °C   | 0                   | 0                   | 6                   | 15                  | 21                  | 25                  | 26                  | 26                  | 22                  | 14                  | 6                   | 2                   | 13                  |
| Середня температура, °C | −2                  | −1                  | 3                   | 10                  | 16                  | 20                  | 21                  | 21                  | 16                  | 10                  | 3                   | 0                   | 10                  |
| Середній мінімум, °C    | −5                  | −5                  | 0                   | 5                   | 10                  | 14                  | 15                  | 15                  | 11                  | 5                   | 0                   | −2                  | 5                   |
| Абсолютний мінімум, °C  | −23                 | −25                 | −21                 | −3                  | 0                   | 6                   | 8                   | 6                   | −5                  | −7                  | −12                 | −18                 | −25                 |
| Днів з опадами          | 14                  | 13                  | 11                  | 11                  | 8                   | 9                   | 8                   | 6                   | 7                   | 6                   | 11                  | 14                  | 118                 |
| Днів з дощем            | 6                   | 6                   | 8                   | 11                  | 8                   | 9                   | 8                   | 6                   | 7                   | 6                   | 9                   | 9                   | 93                  |
| Днів зі снігом          | 10                  | 8                   | 5                   | 1                   | 0                   | 0                   | 0                   | 0                   | 0                   | 0                   | 3                   | 7                   | 34                  |
| ----------------------- | ------------------- | ------------------- | ------------------- | ------------------- | ------------------- | ------------------- | ------------------- | ------------------- | ------------------- | ------------------- | ------------------- | ------------------- | ------------------- |
| Джерело: Weatherbase    |                     |                     |                     |                     |                     |                     |                     |                     |                     |                     |                     |                     |                     |

## Історія
Вознесенськ має давню історію, яка починається зі скіфських часів, що підтверджують археологічні знахідки бронзових знарядь (сокири-кельти, серп, долото тощо) доби бронзи, кургани скіфських часів, поселення перших століть н. е. та римські монети ІІ ст н. е.
Перші відомості про місцевість, де розташувалося місто Соколи, пов'язані з кінцем XIV — початком XV століть, коли литовські князі, захопили південноруські землі між Дніпром і Дністром, аж до Чорного моря. У XV сторіччі на горі, де річка Мертвовод впадає до Південного Бугу, стояла татарська фортеця Чичаклей. Великий Литовський князь Вітовт зруйнував фортецю та побудував на її місці замок Соколець. Існує й альтернативна точка зору щодо розміщення фортеці «Чичиклея».
Місто Соколи входило до Бугогардівської паланки держави Війська Запорозького (1734—1775). Наприкінці XVIII сторіччя Соколи стали адміністративним центром Бугогардівської паланки. Казацьке військо мало тут переправу через Південний Буг, що називалася Соколиною.
Під час російсько-турецької війни з козаків був сформований Бузький козацький полк, канцелярія його знаходилася в Соколах. У 1785 році був створений Бузький Єгерський корпус, до складу якого увійшли й бузькі козаки.
Місто Вознесенськ було засноване біля Соколів у 1795 році указом російської імператриці Катерини II як центр Вознесенського намісництва і названо на честь церковного свята — Вознесіння Господнього. Першим городничим Вознесенська у 1795—1796 роках був Вердеревський Миколай Іванович[джерело?].
15 квітня 1920 року формування УНР через нестачу боєприпасів та їжі відважилися на відчайдушний, майже рукопашний штурм вузлової станції Вознесенськ, зайнятої більшовицькими військами й повної запасів супротивника. Цією відчайдушною атакою чорні запорожці, якими командував Петро Дяченко відкрили дорогу до Вознесенська. Генерал Михайло Крат свідчив, що тоді було захоплено 2 мільйони рушничних набоїв, 32000 гарматних, 28 гармат, 5000 рушниць, 4 кулемети тощо.
1938 року надано статус міста (з включенням в міську смугу населених пунктів Болгарської, Лагерної 1, Натягайлівської сільрад).

З 1975 року місто обласного підпорядкування.
У ході російсько-української війни за Вознесенськ два тижні тривали бої, які врешті завершились перемогою українських військ та відкиненням росіян далеко за межі міста.

## Населення
| 1897   | 1959   | 1970   | 1979   | 1989   | 2001   | 2016   | 2022   |
| ------ | ------ | ------ | ------ | ------ | ------ | ------ | ------ |
| 15 748 | 31 043 | 36 457 | 40 721 | 43 881 | 42 634 | 35 450 | 33 442 |

Розподіл населення за віком та статтю (2001)
| Стать | Всього | До 15 років | 15-24 | 25-44 | 45-64 | 65-85 | Понад 85 |
| --- | ------ | ----------- | ----- | ----- | ----- | ----- | -------- |
| Чоловіки | 19 405 | 3812        | 2967  | 5809  | 4983  | 1745  | 89       |
| Жінки | 22 841 | 3645        | 3140  | 6264  | 6172  | 3335  | 285      |
| \| Статево-вікова піраміда \| Статево-вікова піраміда \| Статево-вікова піраміда \| \| ----------------------- \| ----------------------- \| ----------------------- \| \| Чоловіки \| Вік \| Жінки \| \| 89 \| 85 + \| 285 \| \| 136 \| 80-84 \| 380 \| \| 373 \| 75-79 \| 906 \| \| 621 \| 70-74 \| 1178 \| \| 615 \| 65-69 \| 871 \| \| 1263 \| 60-64 \| 1663 \| \| 861 \| 55-59 \| 1107 \| \| 1427 \| 50-54 \| 1654 \| \| 1432 \| 45-49 \| 1748 \| \| 1491 \| 40-44 \| 1723 \| \| 1437 \| 35-39 \| 1506 \| \| 1335 \| 30-34 \| 1464 \| \| 1546 \| 25-29 \| 1571 \| \| 1466 \| 20-24 \| 1500 \| \| 1501 \| 15-20 \| 1640 \| \| 1589 \| 10-14 \| 1553 \| \| 1280 \| 5-9 \| 1205 \| \| 943 \| 0-4 \| 887 \| |        |             |       |       |       |       |          |
| Статево-вікова піраміда |        |             |       |       |       |       |          |
| Чоловіки | Вік    | Жінки       |       |       |       |       |          |
| 89 | 85 +   | 285         |       |       |       |       |          |
| 136 | 80-84  | 380         |       |       |       |       |          |
| 373 | 75-79  | 906         |       |       |       |       |          |
| 621 | 70-74  | 1178        |       |       |       |       |          |
| 615 | 65-69  | 871         |       |       |       |       |          |
| 1263 | 60-64  | 1663        |       |       |       |       |          |
| 861 | 55-59  | 1107        |       |       |       |       |          |
| 1427 | 50-54  | 1654        |       |       |       |       |          |
| 1432 | 45-49  | 1748        |       |       |       |       |          |
| 1491 | 40-44  | 1723        |       |       |       |       |          |
| 1437 | 35-39  | 1506        |       |       |       |       |          |
| 1335 | 30-34  | 1464        |       |       |       |       |          |
| 1546 | 25-29  | 1571        |       |       |       |       |          |
| 1466 | 20-24  | 1500        |       |       |       |       |          |
| 1501 | 15-20  | 1640        |       |       |       |       |          |
| 1589 | 10-14  | 1553        |       |       |       |       |          |
| 1280 | 5-9    | 1205        |       |       |       |       |          |
| 943 | 0-4    | 887         |       |       |       |       |          |

Національний склад населення за даними перепису 2001 року:
| Національність | Кількість осіб | Відсоток |
| -------------- | -------------- | -------- |
| українці       | 36778          | 87,05 %  |
| росіяни        | 4116           | 9,74 %   |
| молдовани      | 308            | 0,73 %   |
| білоруси       | 199            | 0,47 %   |
| вірмени        | 103            | 0,24 %   |
| інші           | 641            | 1,77 %   |

Мовний склад населення за даними перепису 2001 року:
| Мова       | Кількість осіб | Відсоток |
| ---------- | -------------- | -------- |
| українська | 36530          | 86,47 %  |
| російська  | 5280           | 12,50 %  |
| молдовська | 131            | 0,31 %   |
| вірменська | 61             | 0,14 %   |
| білоруська | 56             | 0,13 %   |
| інші       | 190            | 0,45 %   |

Населення міста станом на 1 січня 2016 року становить 35 450 мешканців. Загальна земельна площа міста — 2256 га, питома вага площі під забудовою становить 44 %, не залученими в економічних відносинах є 12 % від загальної площі міста. Бюджет міста Вознесенська на 2005 рік склав за прибутками 5452 тис. дол. США.

## Економіка
У місті за часи Радянської влади були збудовані 18 великих промислових підприємств, з них 72 % легкої промисловості (наприклад, ПАТ «ВОЗКО» — шкіряний завод почав працювати в середині жовтня 1978) — та 18 % харчової промисловості (виробництво м'ясо—ковбасних виробів, сирів, молочної продукції, виробництво консервованих овочів і фруктів, хлібобулочних і кондитерських виробів). Підприємства Вознесенська утворювали мережу фірмових магазинів, що пропонували ексклюзивний одяг і взуття, виготовлений відповідно до європейських стандартів якості.
На сьогоднішній день в місті працюють:
- Швейне об'єднання «Вікторія»;
- Вознесенська харчосмакова фабрика;
- ВОЗКО що працює не на повну потужність;
- ЗАТ Аліса — швейне підприємство;
- та інші.

Деякі підприємства за період незалежності України припинили свою діяльність. Серед них підприємства міста та району, наприклад: м'ясокомбінат, сирзавод, консервний завод, комбінат хлібопродуктів, меблева фабрика, завод «Червоний технік», завод пресового устаткування, птахокомбінат, ремонтне об'єднання «Агротехніка», ПМК, ТССК, база агрокомплектації, ряд транспортних організацій.

## Засоби масової інформації

### FM-радіостанції
| №п/п | Частота, МГц | Назва            | Потужність, кВт | Адреса вежі      | Передавач |
| ---- | ------------ | ---------------- | --------------- | ---------------- | --------- |
| 1    | 92.6         | Українське радіо | 0.5             | вул. Свободи 175 | МФКРРТ    |
| 2    | 103.6        | Хіт FM           | 0.25            | вул. Свободи 175 | МФКРРТ    |
| 3    | 106.9        | Країна ФМ        | 0.2             | вул. Свободи 175 | МФКРРТ    |
| 4    | 107.5        | Мелодія FM       | 0.2             | вул. Свободи 175 | МФКРРТ    |

## Культура
У межах міста розташовані природоохоронні об'єкти: Мар'їна роща (заповідне урочище), Парк імені 1-го Травня, Парк Січової Слави, Парк Вознесенської школи, Парк імені Тараса Шевченка, Джерело (пам'ятка природи).
25 серпня 2020 року Вознесенська громада ініціювала проведення пентомарафону на 50 км у відкритій воді Південного Бугу. У ньому взяли участь 7 спортсменів. Пентамарафон було занесено до Книги рекордів України за найдовшу дистанцію плавання у відкритій воді.

## Міста-побратими

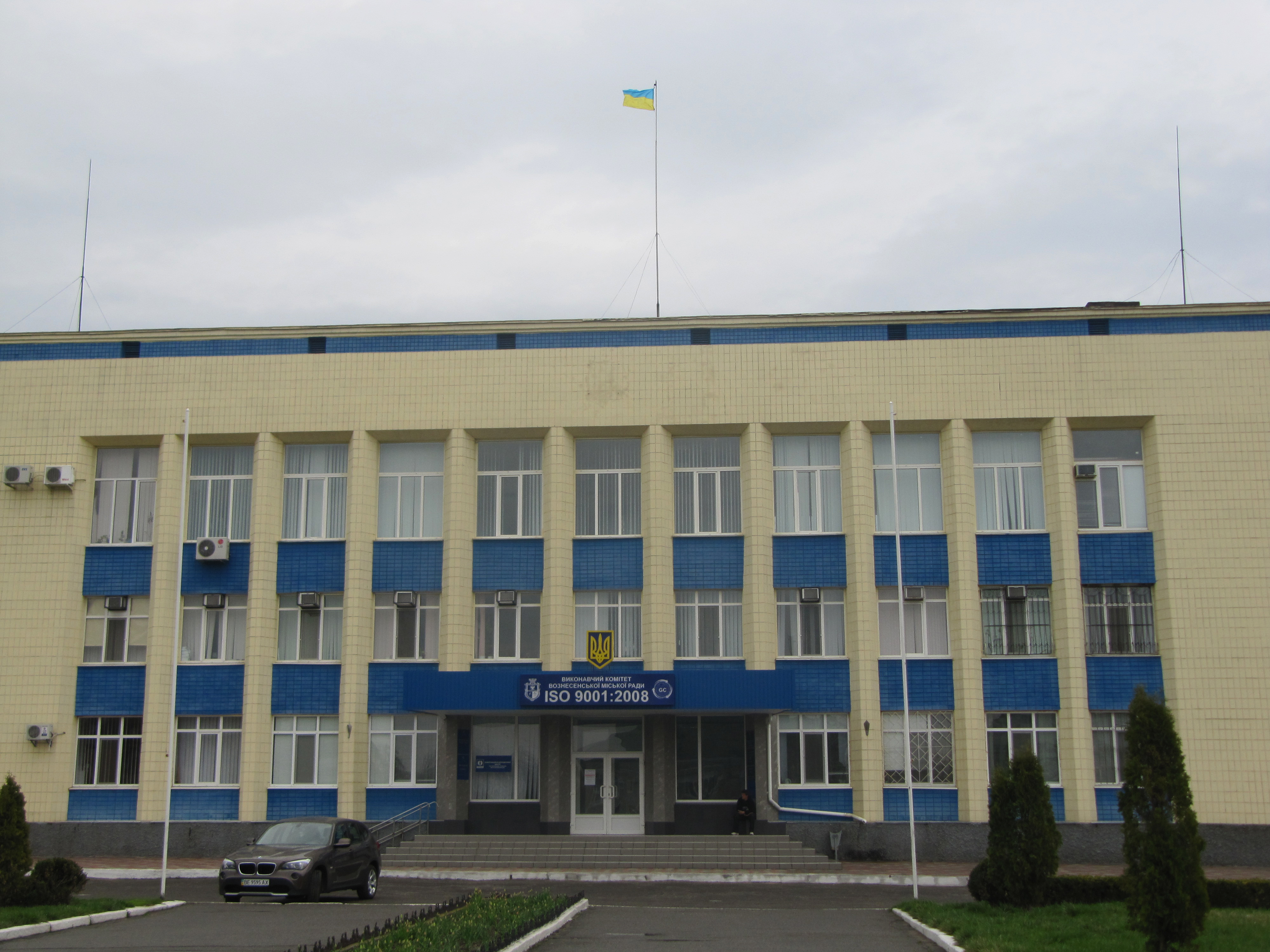
Виконавчий комітет Вознесенської міської ради

Одним із пріоритетів політики органів місцевої влади є налагодження зовнішньоекономічних зв'язків із представниками інших країн. Так, містом-побратимом Вознесенська є місто Радомсько (Польща) — договір про співробітництво з яким був підписаний 24 серпня 2004 р. Відповідно до договору співробітництво буде розвиватися в таких напрямах: освіта, культура, спорт, туризм, господарські зв'язки, розвиток підприємництва, місцеве самоврядування та екологія.
2005 році з метою святкування 210 річниці з дня заснування міста було запрошено делегації від Адміністративного району Іден та Муніципалітету Хесекуа (Південно-Африканська Республіка). Протягом святкування було підписано Меморандуми про співпрацю у сфері налагодження партнерських відносин з Адміністративним районом Іден та Муніципалітетом Хесекуа. Відповідно до меморандумів міста вважаються «містами-побратимами», які будуть провадити спільну діяльність у сфері: налагодження господарських зв'язків, здійснення експортно-імпортних операцій, розвитку туризму, здійснення культурних, спортивних та освітніх обмінів.
- Радомсько, Польща (2004)
- Хесекуа, Південно-Африканська Республіка (2005)
- Мако, Угорщина (2007)

## Відомі люди

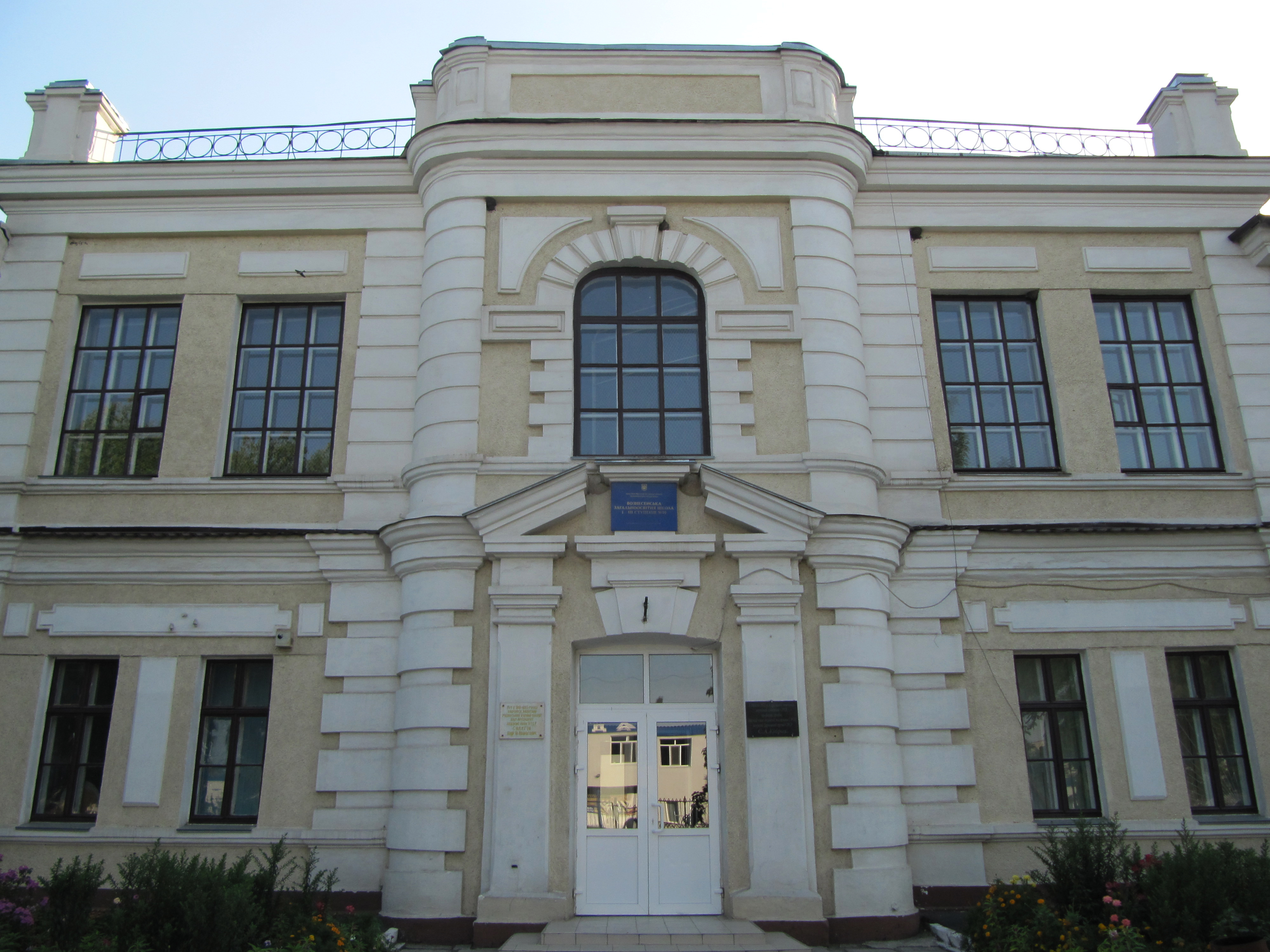
Школа, де навчалися Андрій Сапєгін і Євген Кибрик

- Бойко Олександр Олександрович (1981—2017) — полковник НГУ, заступник командира Загону «Вега-Захід», учасник російсько-української війни.
- Бондар Олександр Іванович — український мовознавець, перекладач, доктор філолологічних наук.
- Буркинський Борис Володимирович — український вчений-економіст, доктор економічних наук, професор, академік.
- Глєбов Гліб Павлович (1899—1967) — радянський, білоруський актор театру і кіно.
- Єршов Аркадій Віталійович (1936—2005) — міністр соціального захисту населення України.
- Іванов Денис Михайлович (1991—2016) — солдат Збройних сил України, учасник російсько-української війни.
- Карбівничий Сергій Васильович (1980—2014) — молодший сержант Збройних сил України, учасник російсько-української війни.
- Кибрик Євген Адольфович (1906—1978) — художник-ілюстратор і педагог, академік Академії мистецтв СРСР.
- Костенко Костянтин Олегович (1994—2014) — сержант Збройних сил України, учасник-російсько-української війни.
- Куліченко Володимир Миколайович (1972—2014) — солдат Збройних сил України, учасник російсько-української війни.
- Ліптуга Олександр Сергійович (1986—2017) — старший сержант Збройних сил України, сапер, учасник російсько-української війни.
- Луговий Олександр Михайлович (1904—1973) — аграрій, Герой Соціалістичної Праці.
- Макаров Сергій Володимирович (1990—2015) — сержант Збройних сил України, учасник російсько-української війни.
- Патлажан Юхим Ізраїльович (1923—1990) — український історик і педагог, доктор історичних наук.
- Пригарін Сергій Володимирович (1990—2018) — старший лейтенант Національної поліції України.
- Родько Микола Дмитрович (1921—1981) — український радянський вчений-літературознавець.
- Семерня Олександр Федорович (1936—2012) — художник, автор понад 600 картин.
- Софронов Михайло Євграфович (1873—1944) — український учений, агроном.
- Строцький Йосип Йосипович (1923—2011) — український поет. Псевдонім — Зореслав.
- Франько Дмитро Васильович (1913—1982) — український актор.
- Чайковський Володимир Пилипович (нар. 31 березня 1936 р.) — винахідник і конструктор агротехніки, науковий співробітник Науково-дослідного інституту механізації і електрифікації сільського господарства, автор запатентованих 7-ми винаходів,
- Чижевський Георгій Дмитрович (нар. 1924) — учасник Другої світової війни, артист театру, тренер, чемпіон світу-2015 в категорії 90+, кавалер ордена «За заслуги»[12][13].
- Шанін Петро Миколайович (1880—1941) — український та російський військовий діяч, підполковник Армії УНР, згодом учасних Білого руху.
- Щербина Владислав Іванович (1926—2017) — скульптор малих форм.

## Галерея

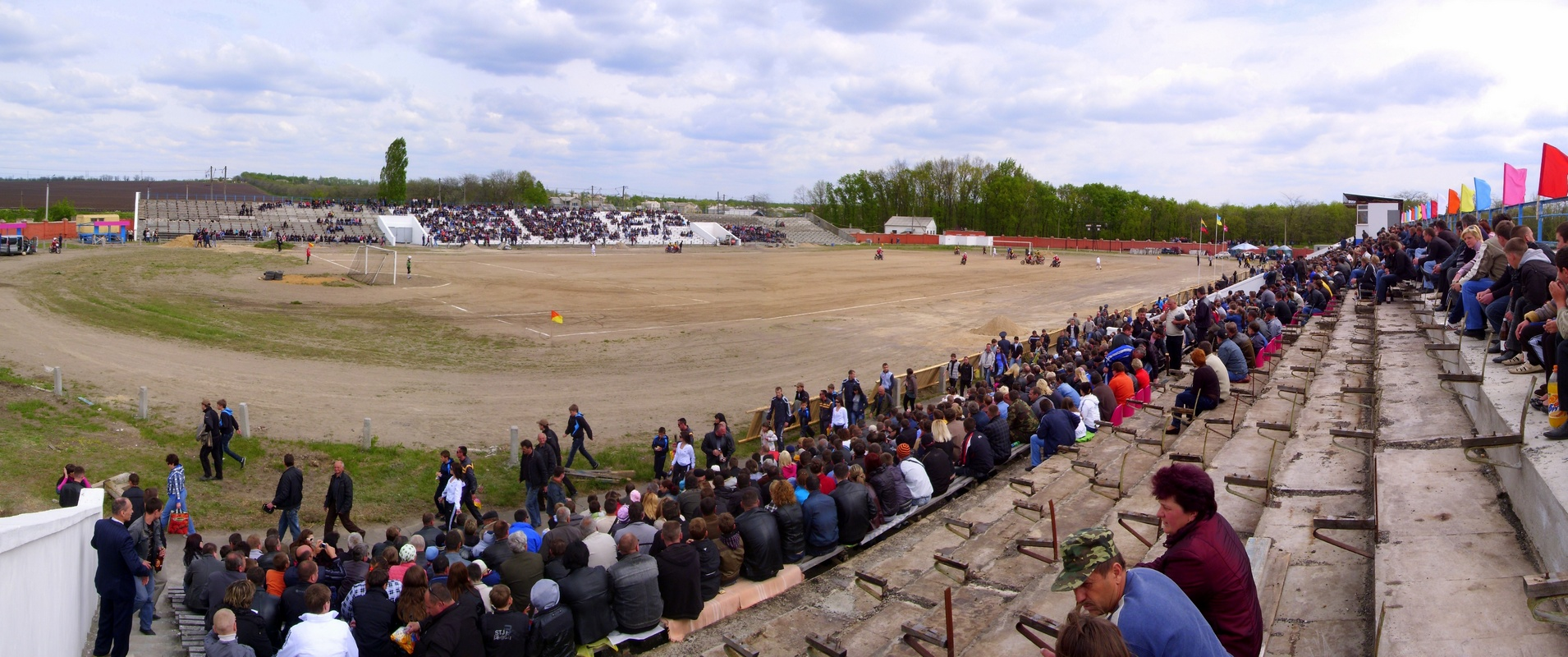
Мототрек у Вознесенську
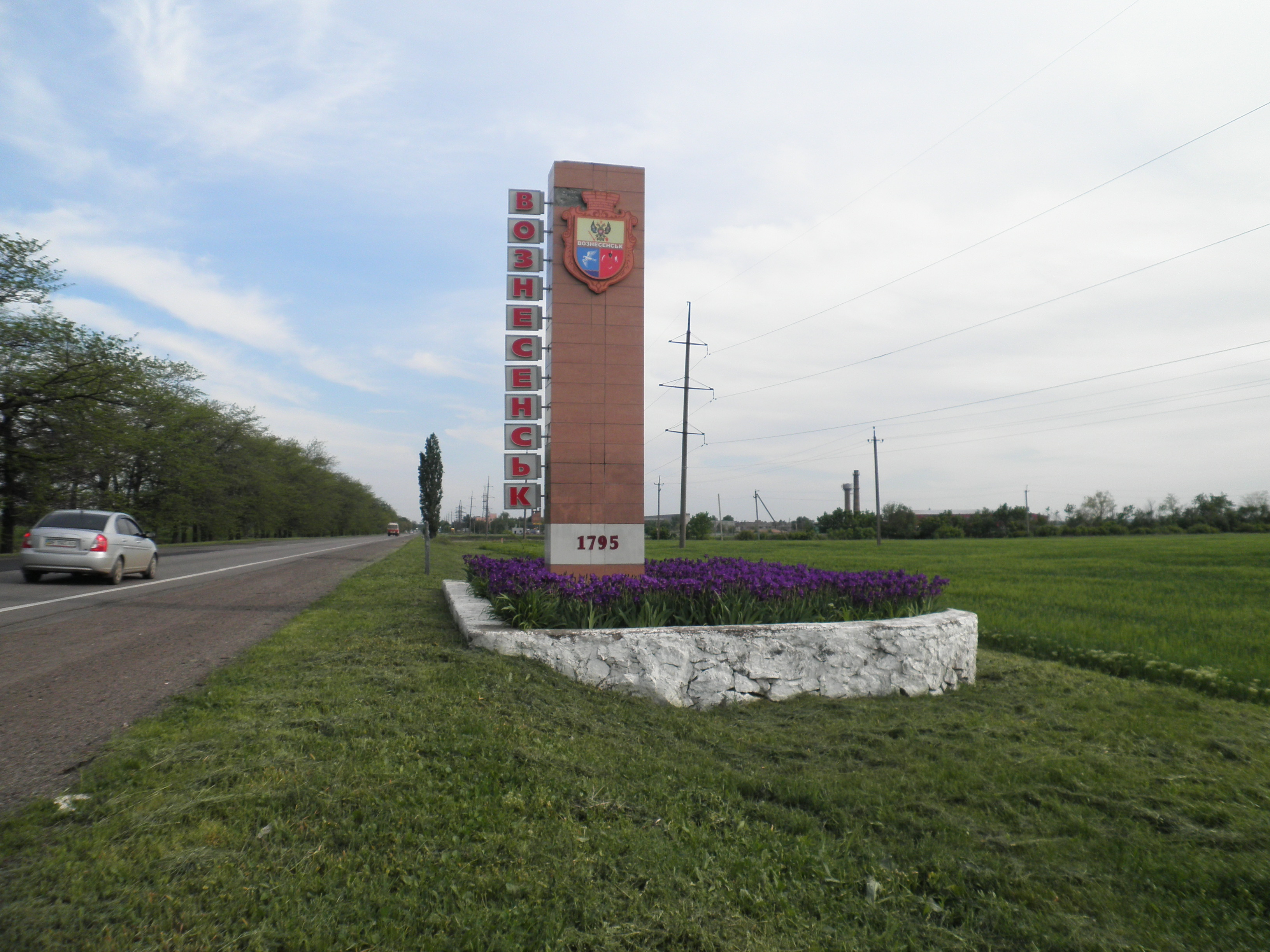
Постамент при в'їзді в місто з боку Южноукраїнська
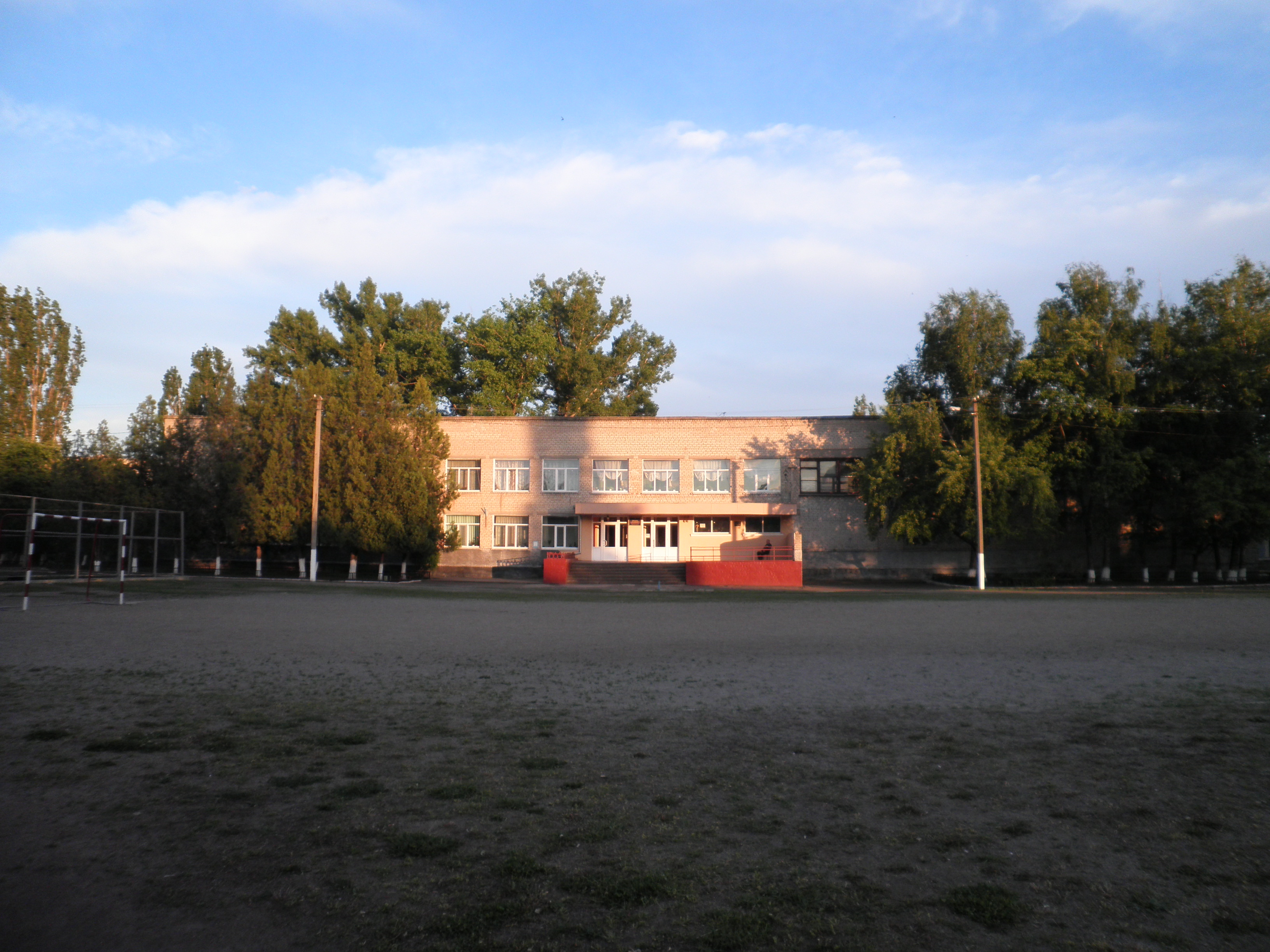
Вознесенська загальноосвітня школа I-III ступенів №6
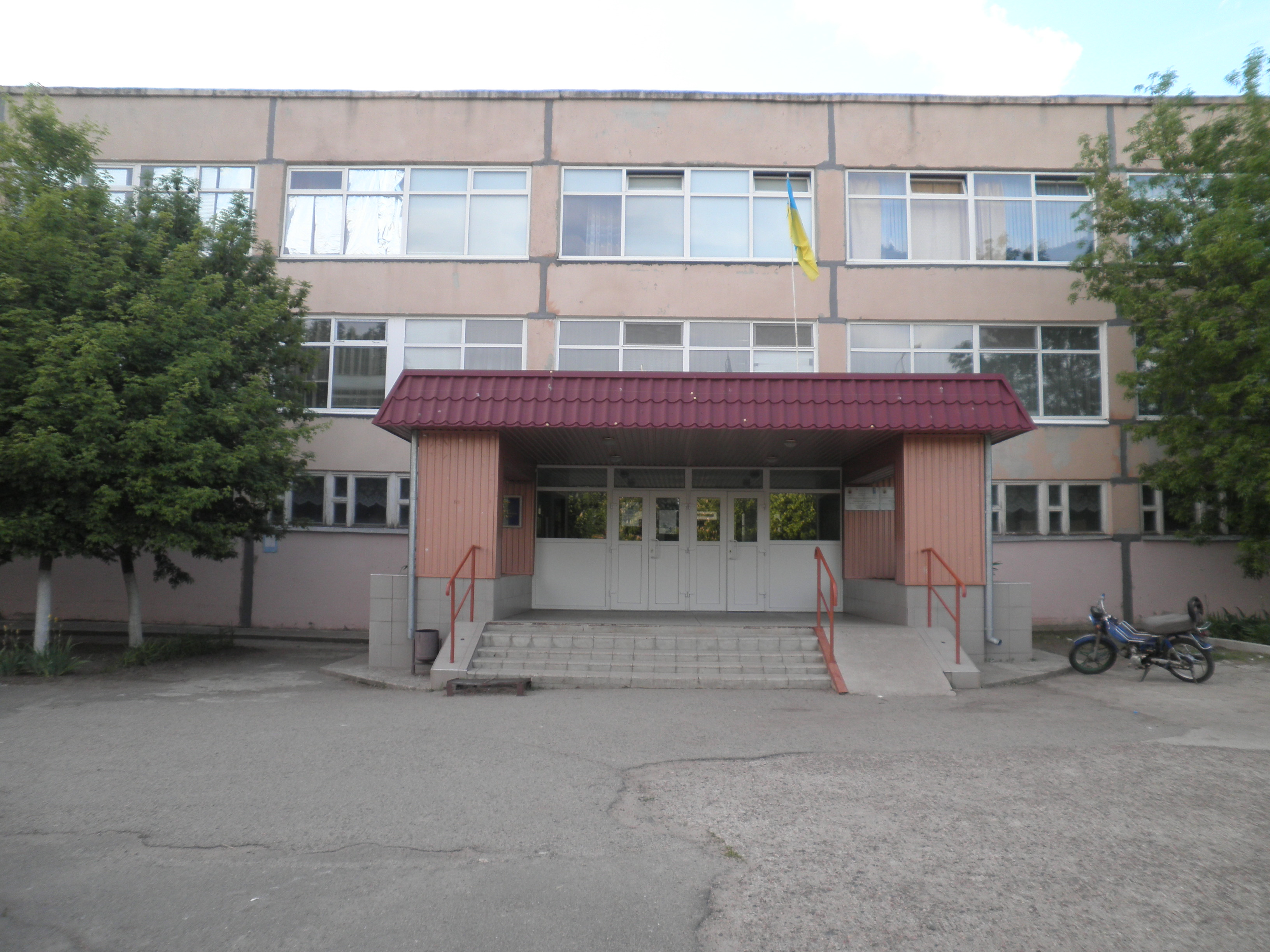
Вознесенська загальноосвітня школа I-III ступенів №8
Свято-Вознесенський кафедральний собор